# Mourir peut attendre
« No Time to Die » redirige ici. Pour les autres significations, voir No Time to Die (homonymie).
Série
007 Spectre
(2015)
Pour plus de détails, voir Fiche technique et Distribution.
Mourir peut attendre (No Time to Die) est un film d'espionnage britannique sorti à l'automne 2021. Réalisé par Cary Joji Fukunaga et coécrit par ce dernier avec Neal Purvis, Robert Wade et Phoebe Waller-Bridge, il s'agit de la vingt-cinquième aventure cinématographique de James Bond, et surtout du dernier film à mettre en scène l'acteur Daniel Craig dans le rôle du brillant agent secret, concluant ainsi l'arc narratif entamé dans Casino Royale (2006) et poursuivi dans Quantum of Solace (2008), Skyfall (2012) puis 007 Spectre (2015). Premier grand succès commercial de l'ère post-Covid-19, le film est aussi reconnu pour sa qualité technique, qui confirme le virage de « prestige » opéré par les producteurs de James Bond dans les années 2010, en engageant une distribution et une équipe technique de plus en plus reconnues par la profession.
Le film met en scène un ex-agent du MI6 vieillissant et isolé,  mais qui reprend du service à la demande d'un ami de la CIA, Felix Leiter, lorsqu'un mystérieux criminel commence à répandre une dangereuse arme biologique sur le monde. En sortant de son isolement, James Bond, profitant d'une vie tranquille en Jamaïque, découvre qu'il est le père d'une fillette de quatre ans, Mathilde, et que celle-ci et sa mère, Madeleine Swann, sont menacées par ce même criminel. Mourir peut attendre propose ainsi, pour la première fois dans l'univers créé par Ian Fleming, une intrigue portant sur les thèmes de la famille et de l'héritage laissé derrière soi ; il franchit un point jusque-là occulté par les livres et les films précédents, en faisant de Bond un personnage vulnérable soumis à des choix aux conséquences personnelles majeures.
La conclusion dramatique, qui empêche Bond de vivre paisiblement après une existence héroïque, pour ne gagner qu'une postérité prestigieuse pour sa famille et son pays, divise la critique et les spectateurs, habitués jusque-là à des épisodes dans lesquels le protagoniste invincible sauve le monde puis enchaîne. Si le scenario fait débat, la critique et la profession saluent la qualité technique du film, le soin apporté à la photographie et aux décors, et les effets visuels et sonores. Ils sont plusieurs fois nommés dans les cérémonies de récompenses de l'année 2022, de même que la chanson-thème No Time to Die, interprétée par Billie Eilish qui reçoit en mars 2022 l'Oscar de la meilleure chanson originale.
Mourir peut attendre connaît une sortie mouvementée, initialement prévue au 8 avril 2020 mais plusieurs fois reportée par la pandémie de Covid-19, qui restreint l'accès aux cinémas dans le monde et rend plus difficile le retour sur investissement d'un projet de 400 millions de dollars. L'avant-première du film a lieu en septembre 2021 et sa sortie est un évènement culturel, engendrant près de 775 millions de dollars ; le film constitue le premier sursaut cinématographique international après le Covid, et le deuxième plus gros succès commercial de l'année 2021.

## Synopsis

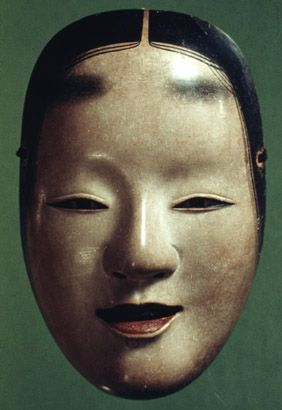
Les masques du théâtre nô et leur caractère serein servent de modèle pour la conception du masque du méchant, Lyutsifer Safin.

A la fin des années 1990, Madeleine, enfant, s'occupe de sa mère alcoolique dans une maison isolée en Norvège. Mais un individu masqué et armé débarque à leur domicile. Il se présente sous le nom de Lyutsifer Safin et affirme être à la recherche de M. White, père de Madeleine, qu'il tient responsable de la mort de sa famille. Après avoir assisté impuissante au meurtre de sa mère, Madeleine prend un pistolet dissimulé sous l'évier de la cuisine puis se cache sous son lit. Safin la débusque, mais elle lui tire dessus d'abord, ce qui le fait tomber du haut de sa chambre située en mezzanine,. Elle traîne son corps hors de la maison, pour s'en débarrasser. Mais Safin se relève. Madeleine panique, s'enfuit à toutes jambes et se retrouve au-dessus d'un lac gelé. La glace cède sous son poids, la faisant tomber dans l'eau glacée. La voyant prisonnière sous la glace et désormais à sa merci, Safin veut dans un premier temps la laisser se noyer, mais se ravise et brise la glace avec une rafale de fusil d'assaut.
Dans un plan enchainé, on voit Madeleine en 2015, surgir de l'eau ; elle se remémorait cet épisode tragique de son passé. Elle mène désormais une vie paisible avec James Bond, bien loin du MI6 et de l'organisation SPECTRE. Ils se rendent en amoureux à Matera, en Italie, où est enterrée Vesper Lynd, le premier amour de James Bond, qui l'a trahi dans Casino Royale avant de mourir tragiquement. Madeleine considère que, pour son équilibre mental, Bond doit faire la paix avec Vesper.
Alors que Bond se recueille devant la tombe de Vesper, elle est soufflée par une explosion, et des assassins de SPECTRE surgissent pour l'éliminer. Après avoir vaincu les sicaires à ses trousses en une spectaculaire poursuite dans la vieille ville pittoresque de Matera (sauf un mercenaire doté d'un œil robotique nommé Primo et surnommé « Cyclope » par Bond), James rejoint Madeleine à l'hôtel puis ils s'enfuient ensemble dans son Aston Martin DB5. Durant la fuite, Madeleine reçoit opportunément sur son téléphone un coup de fil d'Ernst Stavro Blofeld qui la félicite d'avoir vendu son conjoint, pour semer la suspicion dans l'esprit de Bond. Ayant entendu ce message et sachant qu'elle était la seule à savoir qu'il se rendrait ce matin-là sur la tombe de Vesper Lynd, Bond est convaincu que Madeleine l'a trahi. Malgré les supplications de celle-ci qui dément être à l'origine des derniers événements, Bond décide de rompre leur relation.
Cinq ans plus tard, un laboratoire biologique ultra-sécurisé du MI6 situé en plein Londres est pris d'assaut par un commando de SPECTRE commandé par Primo. Ils abattent tous les scientifiques présents dans le laboratoire, sauf un dénommé Valdo Obruchev, dont ils simulent l'enlèvement, mais qui est en fait de mèche avec eux. Ils repartent en ayant dérobé une nouvelle arme biologique conçue par Obruchev, ayant pour nom de code « Projet Héraclès ». Cette arme est à base de nanorobots infectant les gens comme un virus, par simple contact tactile, et codés sur l'ADN spécifique d'un individu, les rendant mortels pour leur cible, mais inoffensifs pour les autres.
Bond s'est retiré en Jamaïque, où il mène une vie luxueuse depuis sa villa de bord de mer à laquelle est amarré un voilier. Bien que se tenant à l'écart du MI6, il se maintient en forme, car ses activités passées le désignent toujours comme une cible. Il est contacté par son ami de longue date Felix Leiter, agent à la CIA, qui lui présente son nouveau jeune collègue Logan Ash. Ils sollicitent son aide pour ramener Obruchev, qui a été repéré à Cuba, mais Bond refuse. Le même soir en sortant de l'établissement, Bond rencontre une prénommée Nomi, qui se révèle être une agente du MI6 à qui a été attribué le matricule 007. Informé par Nomi du contenu du « Projet Héraclès », Bond accepte par la suite d'aider Leiter. Une relation de compétition se crée entre Nomi et Bond, qui voit chez elle la même intention de faire ses preuves qu'il avait dans Casino Royale.

Le décor de la scène de rencontre de Bond avec l'agente américaine Paloma, qui sirote un soda attablée à un bar de Cuba, est en partie inspiré du tableau Nighthawks d'Edward Hopper.

Bond se rend à Cuba et rencontre un contact local de Leiter, une jeune femme nommée Paloma, habillée en robe de soirée, qui lui remet un smoking. Ils infiltrent une réunion de SPECTRE organisée pour l'anniversaire de Ernst Stavro Blofeld afin de récupérer Obruchev. Bond et Paloma écoutent les émissions radio des oreillettes des convives de la soirée et découvrent que Blofeld commente et dirige en direct la réunion. Ce dernier est pourtant enfermé dans la prison de haute sécurité de Belmarsh, Bond se vantant même de l'y avoir personnellement mis. Très vite, Bond comprend que Blofeld utilise un « œil bionique » pour diriger la réunion depuis sa cellule. Mais c'est aussi par cet œil que Blofeld repère Bond dans la réunion puis ordonne à Primo de déclencher les nanorobots programmés pour cibler et tuer Bond. À la surprise de tout le monde, ce n'est pas lui qui meurt, mais les membres haut placés de SPECTRE présents, car Obruchev a reprogrammé « Héraclès » sur instruction de Safin. S'ensuivent alors des fusillades confuses avec les gardes de SPECTRE qui n'ont pas été visés par les nanorobots, où Bond et Nomi tentent chacun de capturer Obruchev. Aidé par Paloma, Bond parvient à prendre le dessus puis s'échappe de Cuba à bord d'un hydravion avec Obruchev. Il rejoint en pleine mer un bateau de pêche où l'attendent Leiter et Ash. Bond interroge Obruchev et comprend tout à coup que Ash est un agent double. Se sachant démasqué, Ash tente de tirer sur Bond, mais Leiter s'interpose et reçoit une balle au ventre. Une bagarre éclate entre Bond et Ash, au terme de laquelle ce dernier enferme Bond avec Leiter, blessé, dans la cale du navire. Puis Ash fixe sur la coque du navire une bombe à retardement, qui explose alors qu'il s'échappe dans l'hydravion avec Obruchev. Pendant que la cale est inondée, Leiter expire dans les bras de Bond, qui remonte ensuite à la surface et attend d'être secouru dans un radeau de sauvetage. Après cela, Bond décide de retourner officiellement à Londres où il récupère son Aston Martin V8.
Pendant ce temps, Moneypenny et Q organisent une rencontre entre Bond et Blofeld en prison afin de pouvoir localiser Obruchev, car il est le dernier membre de SPECTRE connu à être encore en vie. Étant donné les événements de Cuba, la plupart sont morts, ou évanouis dans la nature. Primo, quant à lui, est contacté par Ash pour rejoindre l'équipe de Safin. De son côté, Safin rend visite à Madeleine et la contraint à s'infecter avec des nanorobots pour tuer Blofeld, car elle est en contact avec lui depuis son emprisonnement. Lorsque Bond retrouve Madeleine dans la cellule de la prison de Blofeld, il la touche et s'infecte sans le savoir avant qu'elle ne quitte la cellule. Au cours de l'interrogatoire, Blofeld avoue à Bond qu'il a organisé l'embuscade sur la tombe de Vesper pour lui faire croire que Madeleine l'avait trahi. Bond réagit en voulant briser la nuque de Blofeld, provoquant involontairement l'activation des nanorobots qui infectent son vieil ennemi et le tuent. L'organisation SPECTRE est anéantie.
Plus tard, Bond retrouve Madeleine dans sa maison d'enfance en Norvège. Une fois sur place, il lui déclare sa flamme et découvre qu'elle a eu une fille prénommée Mathilde. Madeleine dit à Bond que Mathilde n'est pas son enfant. Elle lui révèle que les parents de Safin ont été assassinés par son père sur ordre de Blofeld quand Safin était encore enfant, ce qui l'a incité à se venger personnellement de SPECTRE. Bien qu'il ait réussi à empoisonner Blofeld et à détruire l'organisation, Safin poursuit son projet et veut conquérir le monde avec les nanorobots. Soudain, Bond découvre en observant des images satellites transmises par Nomi qu'Ash et ses acolytes sont en route pour le tuer. Bond fait monter Madeleine et Mathilde dans leur Toyota Land Cruiser et ils quittent le chalet à toute vitesse. Une véritable chasse à l'homme a lieu sur la route, puis dans la forêt. Dans le feu de l'action, Bond attire ses ravisseurs loin de son ancienne compagne et réussit à éliminer Ash en faisant capoter sa voiture. Malheureusement, Safin parvient à capturer Madeleine et Mathilde et s'enfuit avec elles en hélicoptère.
James, Nomi et Q localisent le terroriste dans une base de la Seconde Guerre mondiale située sur une île entre le Japon et la Russie. Avant la mission, Nomi demande que le nom de code 007 soit rendu à James, ce que M accepte. À partir d'un C-17 Globemaster où opère Q, ils infiltrent tous deux le repaire en avion déployable à partir du C-17 et transformable en sous-marin. Ils y découvrent que Safin a converti la base en une usine de nanorobots et a demandé à Obruchev d'en créer des millions afin qu'il puisse les libérer dans le monde entier pour tuer des millions d'individus et ainsi établir un nouvel ordre mondial à sa convenance. De son côté, Bond abat plusieurs subalternes et part affronter Safin, tandis que Nomi, après avoir entendu Obruchev proférer de violentes menaces de génocide, le tue en le poussant froidement dans une cuve de nanorobots. Pour protéger Madeleine et sa fille, James confie à sa partenaire la mission de les emmener loin de l'île pendant qu'il reste derrière pour ouvrir les portes des silos de l'île, ce qui permettrait à des missiles tirés depuis le destroyer HMS Dragon de la Royal Navy de détruire définitivement les nanorobots.
Bond s'occupe ensuite des hommes de main restants de Safin, notamment Primo qu'il achève grâce à une montre que Q lui a donnée pour désactiver les systèmes électroniques. Il est pris au dépourvu par Safin, qui a refermé les portes des silos et qui lui tire dessus avant de l'infecter avec des nanorobots programmés pour tuer Madeleine et Mathilde, le condamnant à ne plus pouvoir les approcher pour le reste de sa vie. Gravement blessé, Bond casse le bras de Safin et le tue de plusieurs balles, puis rouvre les silos. S'adressant par radio à Madeleine, Bond lui dit qu'il l'aime et l'encourage à aller de l'avant sans lui. Elle lui confirme alors que Mathilde est bel et bien son enfant en lui disant qu'elle a ses yeux, à quoi Bond répond deux fois: « Je sais. ». Bond accepte son sort alors que les missiles frappent l'île, détruisant l'usine de nanorobots et le tuant sur le coup. Madeleine, Nomi, Mathilde, M, Tanner, Q et Moneypenny assistent en silence à son sacrifice héroïque.
Au siège du MI6, M, Moneypenny, Q, Tanner et Nomi boivent un verre à la mémoire de Bond. M ouvre un livre et, en hommage à James Bond, cite une phrase écrite par Jack London en 1916.

« La fonction propre de l'homme est de vivre, non d'exister. Je ne gâcherai pas mes jours à tenter de prolonger ma vie. Je veux brûler tout mon temps. (The [proper] function of man is to live, not to exist. I shall not waste my days trying to prolong them. I shall use, my time) »

— Jack London, 1916.
Dans la dernière scène du film, Madeleine emmène Mathilde à Matera avec l'Aston Martin V8 de Bond et commence à lui parler de son père, « Bond, James Bond ».

## Fiche technique
Sauf indication contraire, les informations mentionnées dans cette section peuvent être confirmées par la base de données cinématographiques IMDb,  présente dans la section « Liens externes ».
- Titre original : No Time to Die
- Titre français : Mourir peut attendre
- Réalisation : Cary Joji Fukunaga
- Scénario : Cary Joji Fukunaga, Neal Purvis, Robert Wade et Phoebe Waller-Bridge
- Décors : Mark Tildesley
- Costumes : Suttirat Anne Larlarb
- Photographie : Linus Sandgren
- Montage : Elliot Graham et Tom Cross
- Musique : Hans Zimmer
  - Chanson du générique de début : No Time to Die interprétée par Billie Eilish, sur des arrangements orchestraux de Hans Zimmer et Matt Dunkley
  - Chanson du générique de fin : We Have all the Time in the World interprétée par Louis Armstrong, sur des arrangements orchestraux de John Barry, issue de la bande son du film Au service secret de sa Majesté
  - Musique additionnelle : Steve Mazzaro et Steven Doar
- Production : Barbara Broccoli et Michael G. Wilson
  - Production associée : Gregg Wilson
  - Production déléguée : Chris Brigham
  - Coproduction : Daniel Craig, Andrew Noakes et David Pope
- Sociétés de production : EON Productions et MGM
- Sociétés de distribution : Universal Pictures (international), MGM (États-Unis/France) sous la bannière United Artists Releasing
- Budget : 250 millions de dollars, ou près de 400 millions en comptant le budget promotionnel et les délais de report[6]
- Pays de production :  États-Unis,  Royaume-Uni
- Langues originales : anglais, français et avec quelques dialogues en espagnol
- Format : couleur — 2,39:1 — Son Dolby
- Durée : 163 minutes
- Genre : espionnage, action
- Dates de sortie :

  - Royaume-Uni : 28 septembre 2021 (première mondiale au Royal Albert Hall à Londres), 30 septembre 2021 (sortie nationale)
  - Suisse romande : 30 septembre 2021
  - France : 28 septembre 2021 (avant-première nationale), 6 octobre 2021 (sortie nationale)
  - États-Unis : 8 octobre 2021

## Distribution
- Daniel Craig (VF : Éric Herson-Macarel) : James Bond
- Léa Seydoux (VF : elle-même) : Dr Madeleine Swann
- Rami Malek (VF : Alexis Tomassian) : Lyutsifer Safin
- Lashana Lynch (VF : Déborah Claude) : Nomi - Agent 007
- Ralph Fiennes (VF : Bernard Gabay) : M
- Christoph Waltz (VF : Christian Gonon) : Ernst Stavro Blofeld
- Ben Whishaw (VF : Yoann Sover) : Q
- Naomie Harris (VF : Annie Milon) : Miss Moneypenny
- Jeffrey Wright (VF : Jean-Louis Faure) : Felix Leiter
- Billy Magnussen (VF : Benjamin Jungers) : Logan Ash
- Ana de Armas (VF : Daniela Labbé-Cabrera) : Paloma
- David Dencik (VF : Miglen Mirtchev) : Pr Valdo Obruchev
- Rory Kinnear (VF : Xavier Fagnon) : Bill Tanner
- Lisa-Dorah Sonnet : Mathilde
- Dali Benssalah (VF : lui-même) : Primo / Cyclope
- Coline Defaud : Madeleine Swann (enfant)
- Mathilde Bourbin : la mère de Madeleine Swann
- Eva Green : Vesper Lynd (caméo photographique)
- Judi Dench : Barbara Mawdsley (M entre 1995 et 2002) / Olivia Mansfield (M entre 2006 et 2015) (caméo photographique)
- Robert Brown : Sir Miles Messervy (M entre 1983 et 1989) (caméo photographique)
- Bernard Lee : Sir Miles Messervy (M entre 1962 et 1979) (caméo photographique)
- Eliot Sumner : une garde du corps de SPECTRE (caméo, scène coupée)

Distribution principale
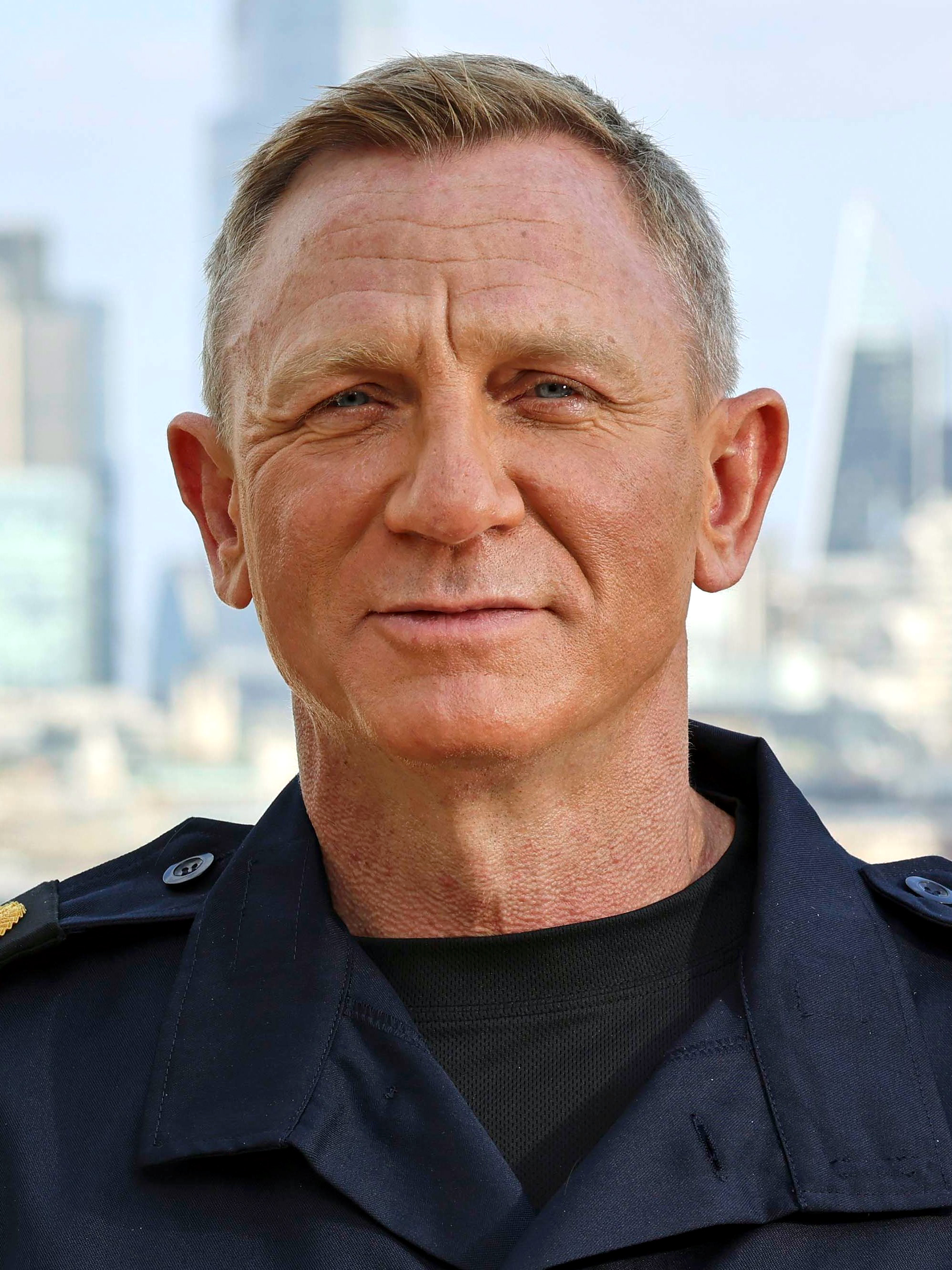
Daniel Craig en 2021.
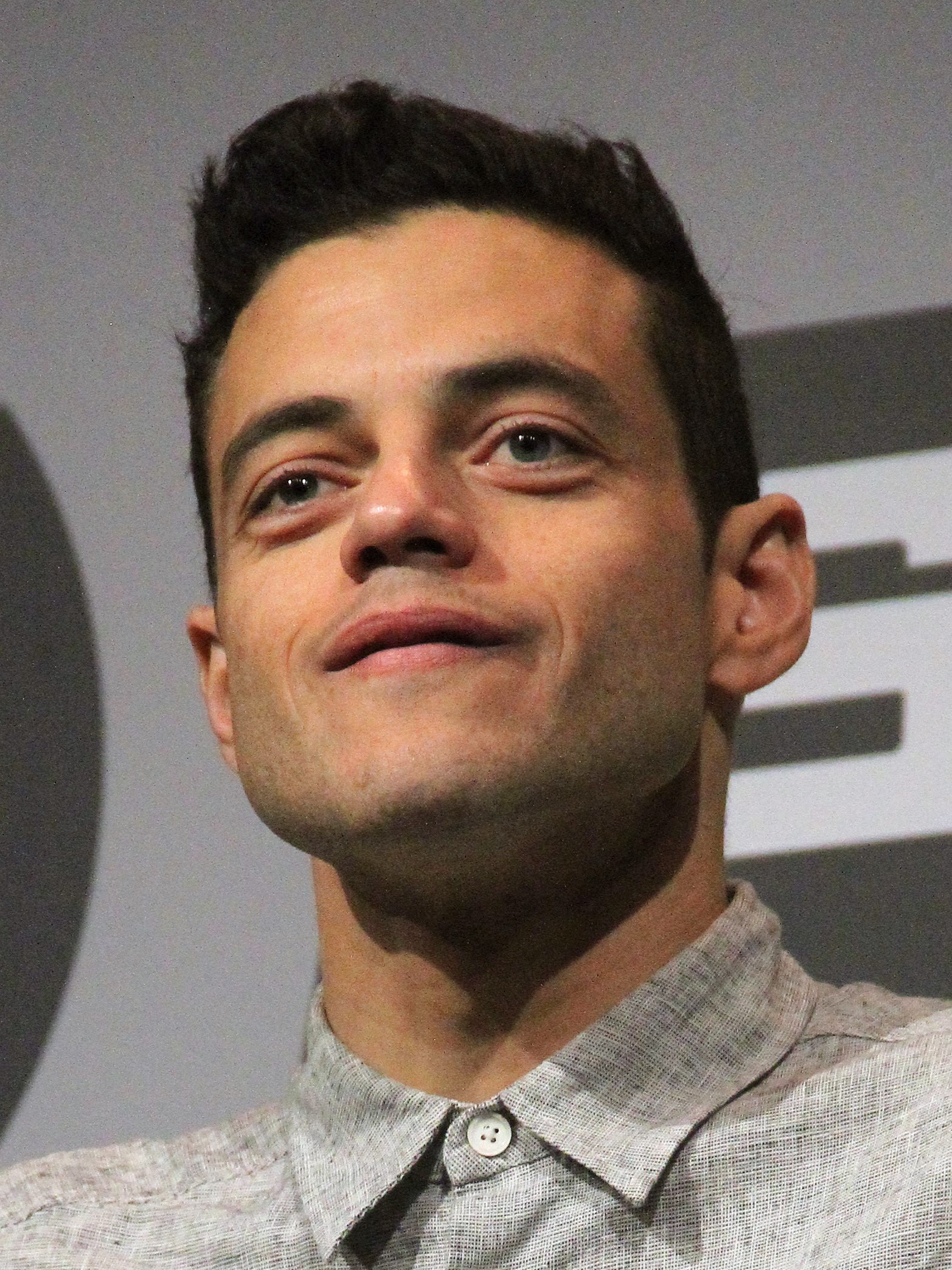
Rami Malek en 2016.
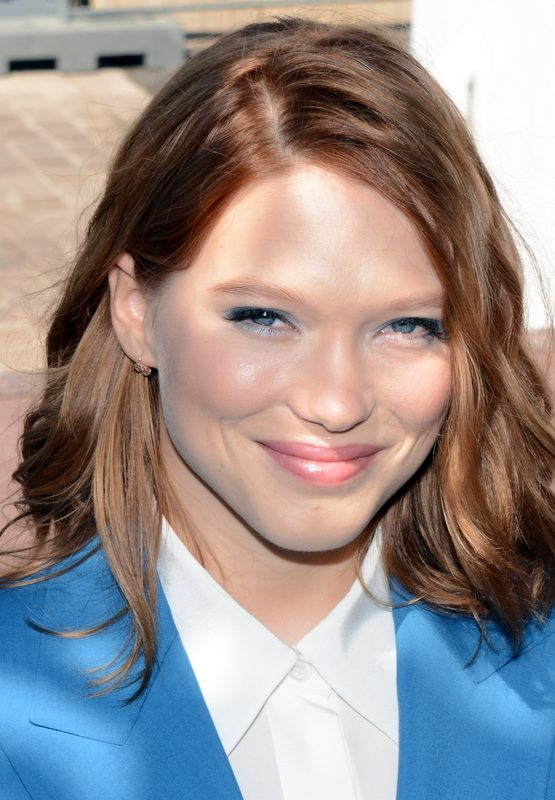
Léa Seydoux en 2014.
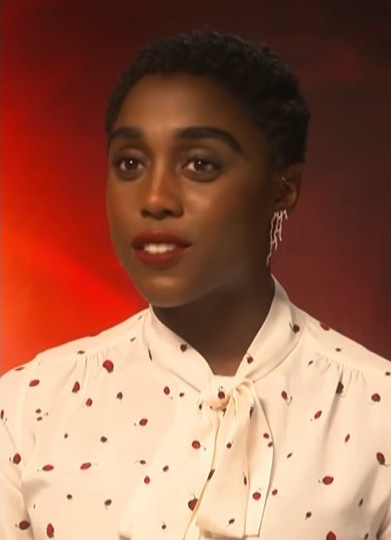
Lashana Lynch en 2019.
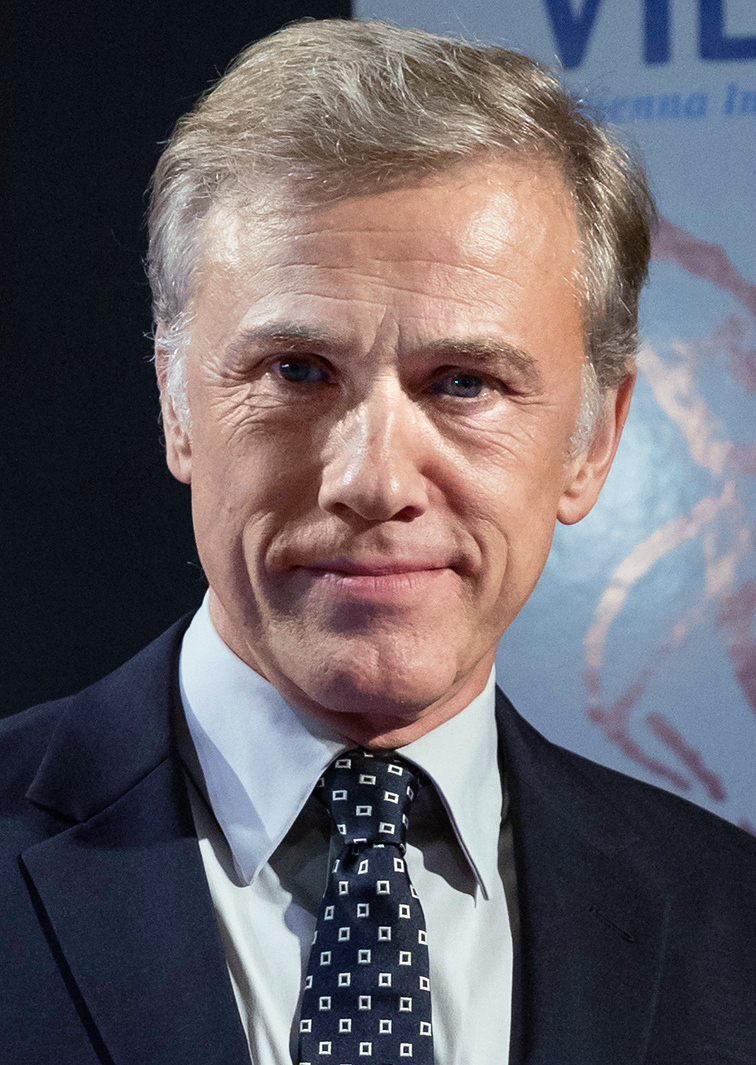
Christoph Waltz en 2017.
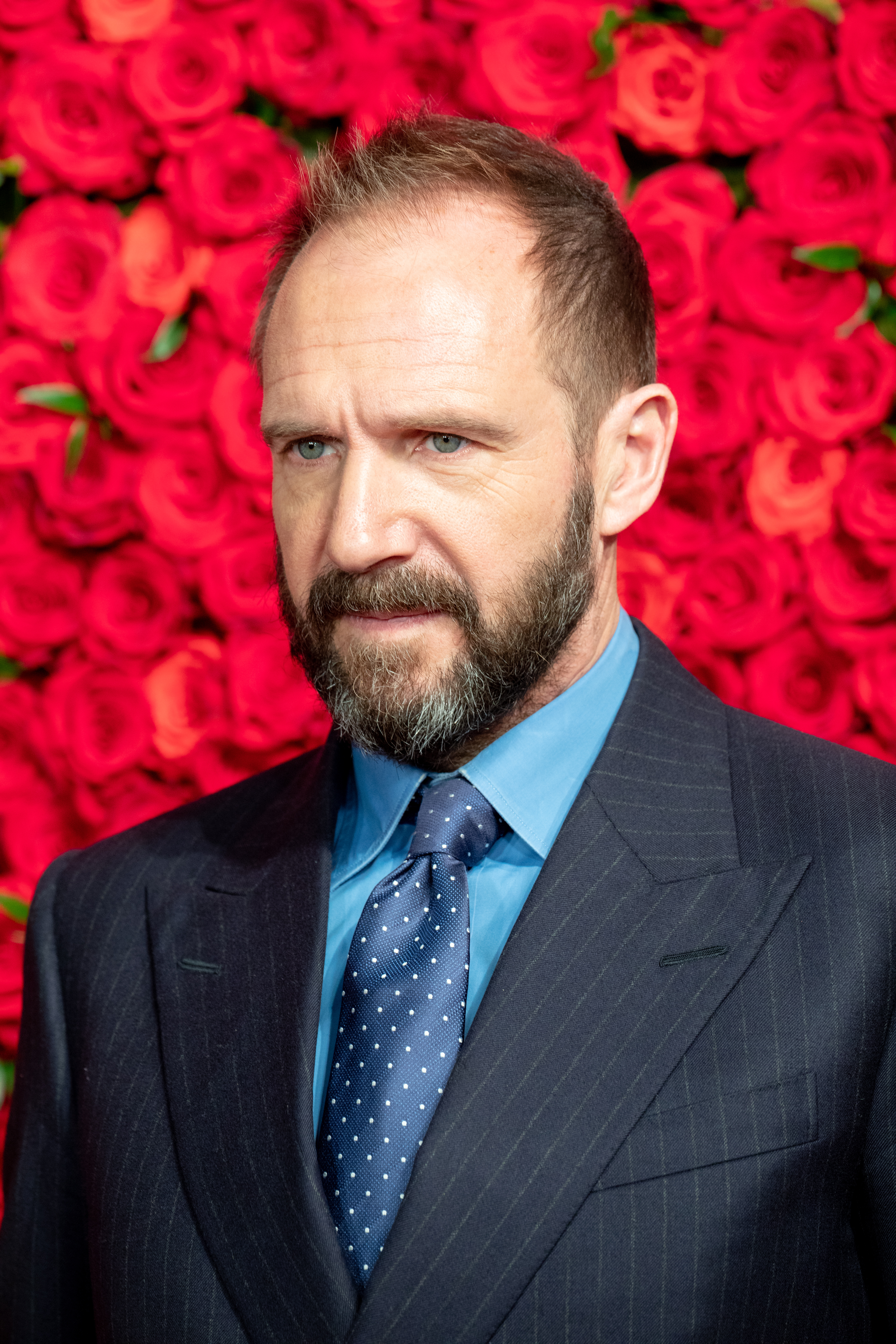
Ralph Fiennes en 2018.

Distribution secondaire
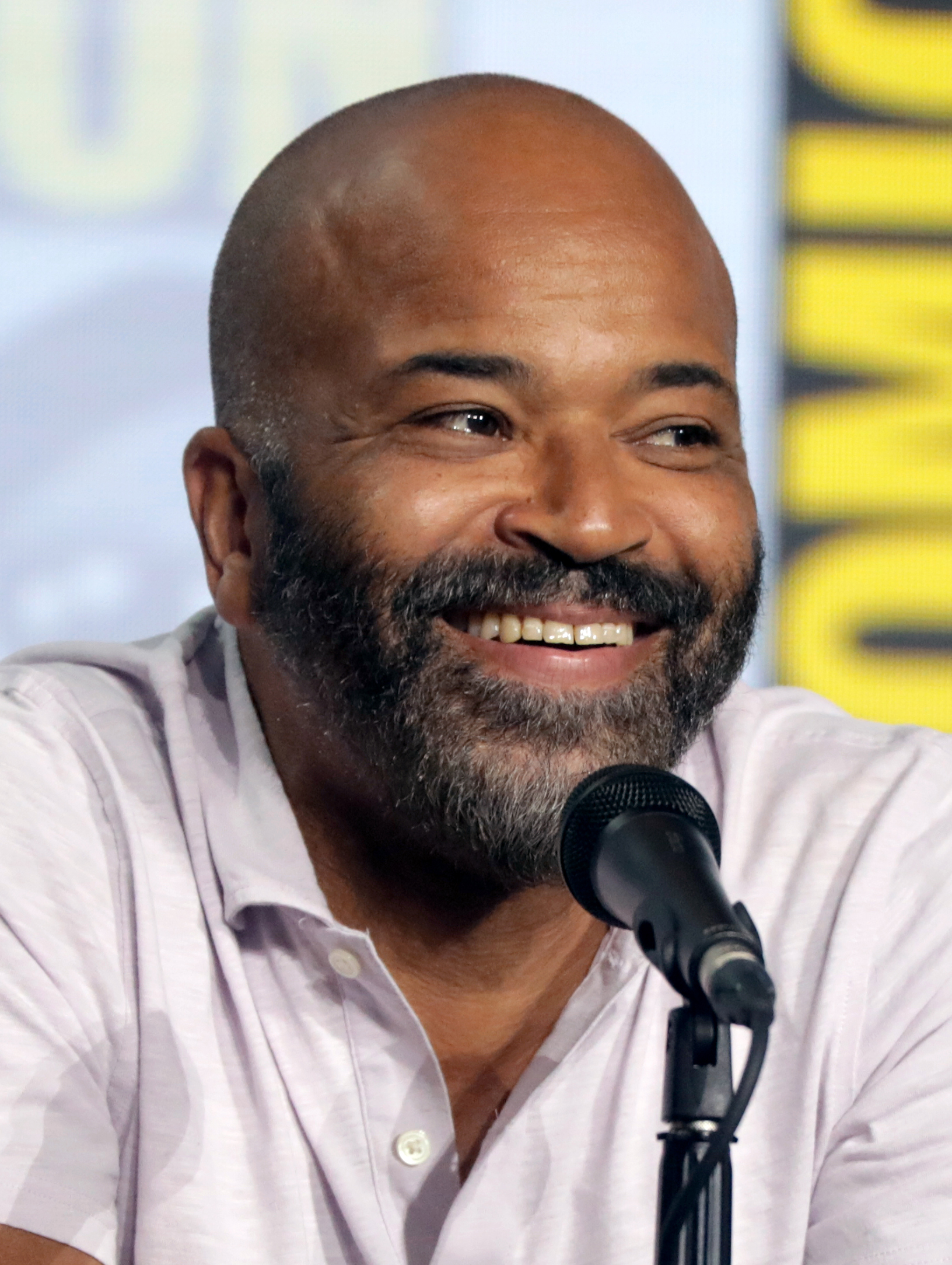
Jeffrey Wright en 2019.
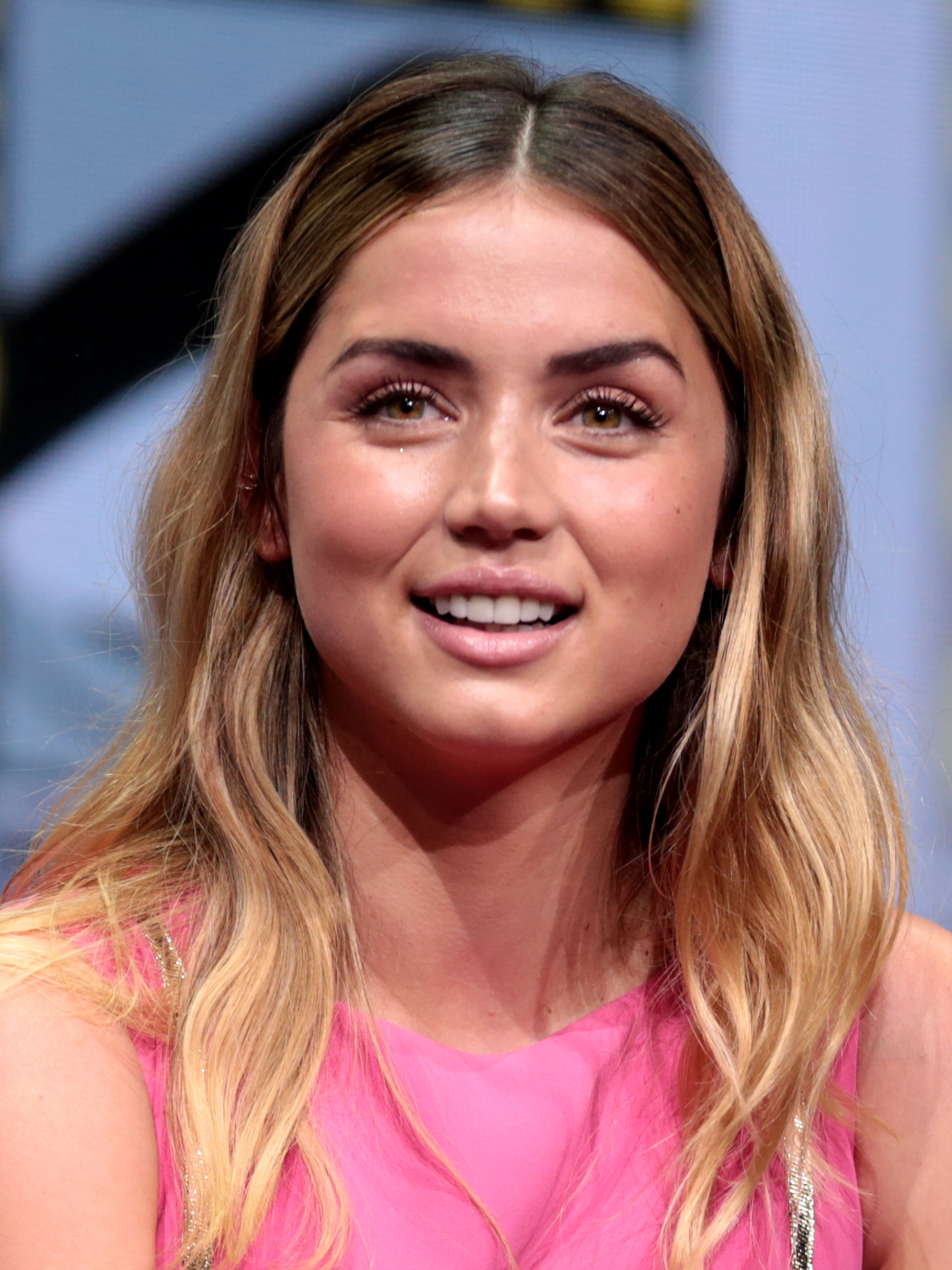
Ana de Armas en 2017.
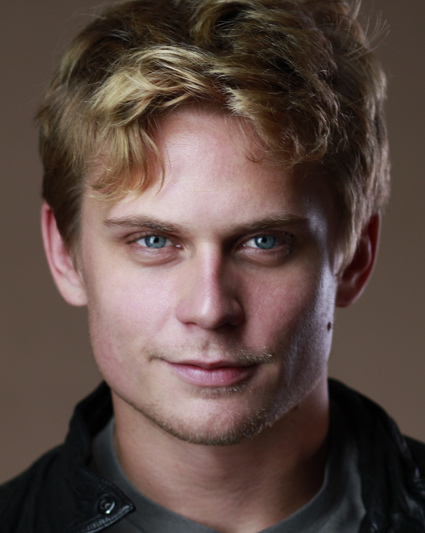
Billy Magnussen en 2011.
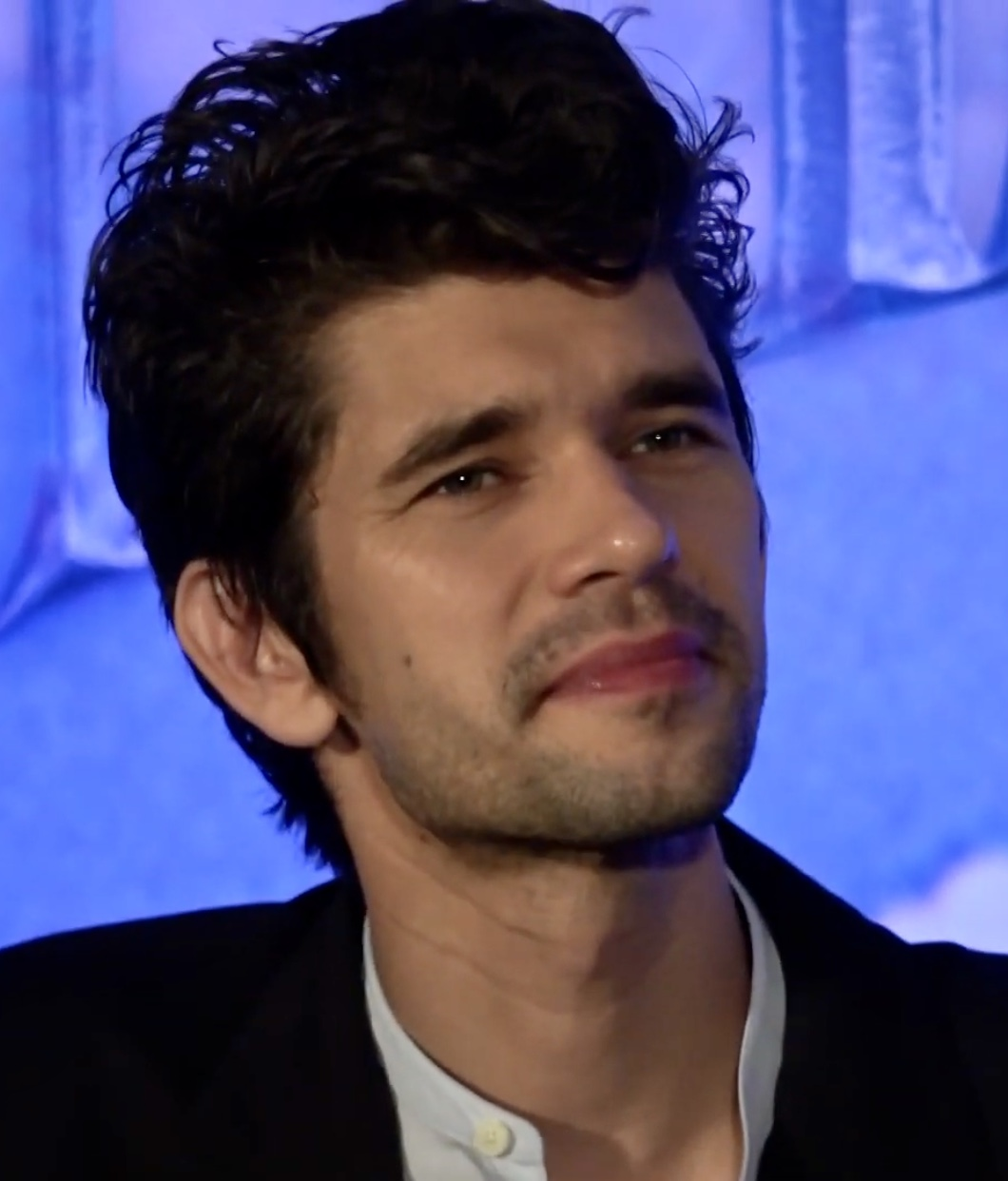
Ben Whishaw en 2018.
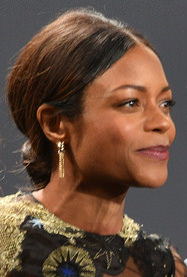
Naomie Harris en 2015.
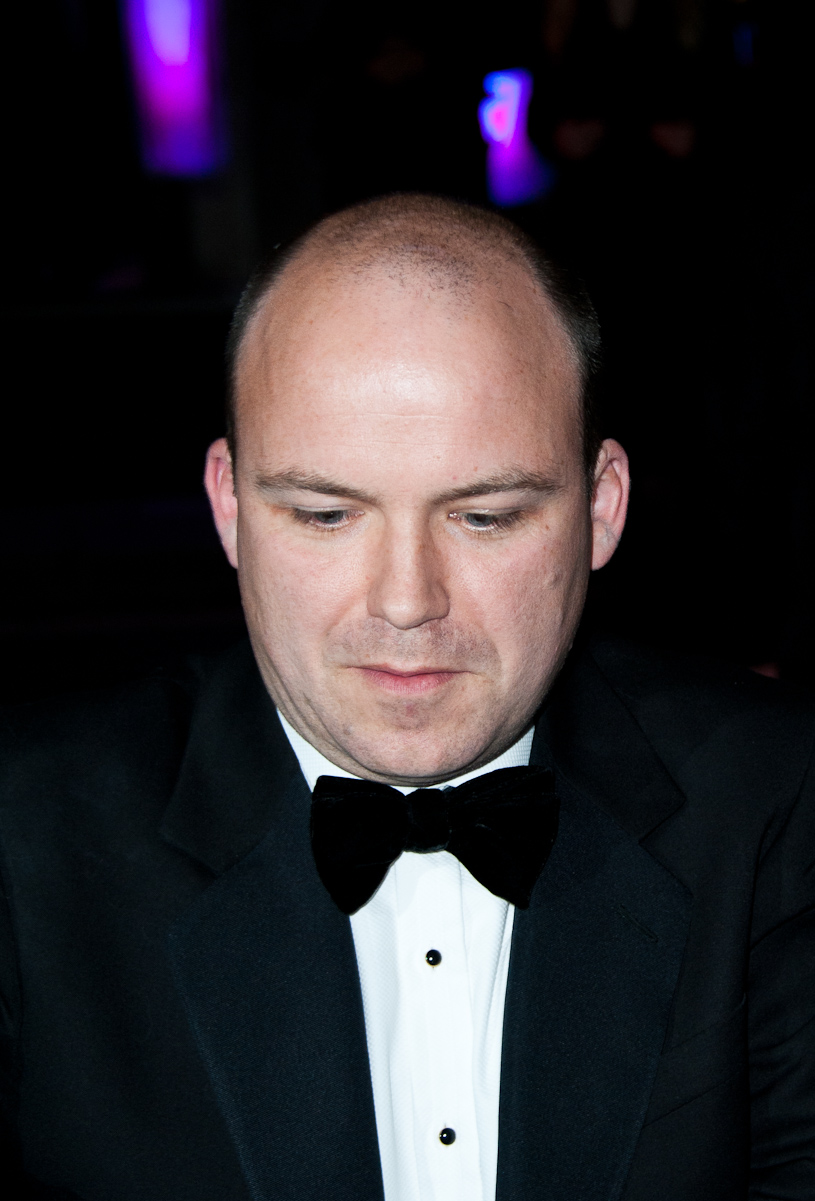
Rory Kinnear en 2013.

## Production

### Préproduction
L'élaboration du script démarre en mars 2017. Élaboré par l'équipe de producteurs et de scénaristes habituelle, ce scénario voit James Bond poursuivre sa relation avec Madeleine Swann et faire face à une toxine qui s'en prend à ses victimes en fonction de leur ADN, à la manière d'un assassin invisible. Par la suite, le réalisateur Danny Boyle et son scénariste associé John Hodge rejoignent le projet et en proposent une relecture, plus émotionnelle, et introduisant l'idée que Bond découvre qu'il a un enfant d'une précédente liaison. L'idée d'une fille de Bond faisait d'ailleurs déjà partie d'un des brouillons initiaux de scénario pour 007 Spectre.
Danny Boyle doit initialement réaliser le film, mais le 21 août 2018, il quitte le projet pour différends artistiques. D'après les producteurs, ce départ est dû à des divergences d'opinion sur le scénario, celui proposé par Boyle et Hodge s'éloignant trop du concept initial. Des rumeurs évoquent alors que ce scénario incluait la mort du personnage principal, ce qui aurait déplu ; d'autres rumeurs font état de désaccords entre le réalisateur et Daniel Craig. En mars 2019, Danny Boyle expliquera plus en détail les raisons de son départ à Empire Magazine. Il déclare notamment : « J'ai beaucoup appris sur moi-même en travaillant sur le film James Bond. Je travaille aux côtés de scénaristes et je ne suis pas prêt à ce que cette collaboration cesse. [...] On travaillait très, très bien, mais ils ne voulaient pas prendre ce chemin. On a donc décidé de se séparer, et ce serait injuste de dire pourquoi car je ne sais pas ce que Cary Fukunaga est en train de faire. Il m'a envoyé un très gentil message, je lui souhaite le meilleur... Mais c'est vraiment dommage ». Danny Boyle ajoute : « Ce que John Hodge et moi-même faisions était, je pense, vraiment bon. Ce n'était pas fini, mais ça aurait pu être vraiment bon. Il faut croire en son mode de fonctionnement et une partie du mien est la relation que j'ai avec un scénariste. C'est comme dire qu'on va vous donner un monteur différent... Ces relations fondamentales sont vitales, ».
Le 20 septembre 2018, Cary Joji Fukunaga est annoncé comme réalisateur à la place de Danny Boyle. Le début du tournage est alors prévu seulement cinq mois plus tard, pour le 4 mars 2019 aux studios Pinewood, avec une date de sortie internationale au 14 février 2020. Fukunaga avait contacté Barbara Broccoli après la sortie de Spectre pour lui offrir ses services, et lui fait de nouveau signe en apprenant le départ de Boyle ; il est très vite invité à rencontrer les producteurs. Lorsque son arrivée est officialisée, seuls cinq mois restent avant le début du tournage, un délai extrêmement court pour ce type de projet. D'après Fukunaga, le tournage se déroule morceau par morceau, avec une fin de film provisoire. Celle-ci inclut l'idée que Bond « plonge dans une ville russe souterraine radioactive et perce du béton pour y rassembler des pathogènes pour le méchant Valentin Segura. À la fin, Bond s'infiltre dans le repaire de Segura, le monastère Solovetski au nord de la Russie, pour sauver Madeleine et leur fille ».

### Scénario
Début janvier 2019, il est annoncé que le scénariste Paul Haggis, qui a œuvré sur Casino Royale et Quantum of Solace, a été appelé pour peaufiner le scénario du film après le départ de Danny Boyle et John Hodge. Scott Z. Burns est ensuite engagé pour une réécriture complète du script, considéré comme « imparfait » et « non satisfaisant », cela durant quatre semaines. On apprend également que la production aurait cherché à l'engager depuis de longs mois, mais que celui-ci n'aurait été disponible que récemment pour travailler sur Bond 25. Burns le laisse néanmoins dans un état inachevé, car il doit réaliser un épisode de la mini-série The Loudest Voice. Cary Joji Fukunaga rend lui aussi une version scénario début 2019. Les producteurs et Daniel Craig sont enthousiasmés par son travail,.
Du scénario original proposé par Purvis et Wade, les producteurs tiennent à conserver trois éléments en particulier : l'introduction d'une nouvelle agente portant le titre de 007, étant donné que Bond a pris sa retraite à la fin du film précédent, qui se montrerait compétitive et représenterait la jeune garde du MI6 ; la menace d'un poison ciblant l'ADN ; et une manière satisfaisante de présenter le sacrifice de Bond à la fin. L'idée de la mort de Bond aurait été discutée sur proposition de Daniel Craig dès ses débuts dans le rôle, avant même Casino Royale, et un temps envisagée pour Spectre. Fukunaga s'attache alors à dessiner une histoire autour de ces points d'ancrage, notamment pour clarifier quelles seraient les motivations de Bond à sortir de sa retraite, et quelle forme prendrait le méchant du film. Puisque le scénario de Spectre présente Blofeld comme l'ennemi suprême de Bond, il apparaît difficile de lui créer un nouvel ennemi personnel ; c'est ainsi que les scénaristes se penchent sur le passé de Madeleine Swann, dont le propre « méchant » pourrait devenir celui de Bond par extension.
En mars 2019, Craig et Fukunaga rencontrent la scénariste Phoebe Waller-Bridge à New York, pour se concentrer sur les scènes se déroulant en Jamaïque. Intégrer ce pays au film est une suggestion de Broccoli, qui sait que c'est là que Ian Fleming a écrit les romans, et là qu'a été tourné le premier film, Docteur No. La nouvelle de l'engagement de Waller-Bridge par Craig est révélée en avril 2019, pour retravailler le script et y ajouter un grain de fantaisie et de bizarrerie.
En mai 2019, le site MI6-HQ rapporte que Baz Bamigboye (en) du Daily Mail affirme que le script est toujours en cours d'écriture par Cary Joji Fukunaga, Phoebe Waller-Bridge et Daniel Craig lui-même, bien que le tournage ait débuté en mars 2019.
Fin mai 2019, Deadline rapporte que Phoebe Waller-Bridge a notamment peaufiné le scénario pour rendre les personnages féminins forts, mieux écrits et plus contemporains. Ses contributions s'insèrent parmi celles de plusieurs autres scénaristes, l'équipe d'écriture ayant connu des allées et venues. Elle est notamment chargée par les producteurs et par Daniel Craig de revoir le rythme et le déroulement de certaines scènes en leur proposant plusieurs alternatives. On apprend également que l'intrigue du film sera centrée autour du génome humain.

### Attribution des rôles
Le 6 décembre 2018, les retours de Ralph Fiennes, Ben Whishaw, Naomie Harris et Léa Seydoux sont annoncés,,. Ben Whishaw confirme également son retour dans le rôle de Q en mars 2019. Miss Moneypenny aura un rôle plus important dans le film.
Pour incarner le méchant principal, de nombreuses rumeurs annoncent Rami Malek, tout juste sorti du succès et des récompenses pour Bohemian Rhapsody. La production est même prête à modifier son calendrier pour que l'acteur puisse assurer le tournage de la série Mr. Robot,,.
Le 25 avril 2019, la participation des acteurs suivants est confirmée : Ana de Armas, Dali Benssalah, David Dencik, Lashana Lynch, Billy Magnussen, Rami Malek et Jeffrey Wright.
Christoph Waltz fait une apparition dans le rôle de Blofeld à la manière du personnage d'Hannibal Lecter dans Le Silence des agneaux.
Brigitte Millar déjà apparue dans Spectre dans le rôle du Dr. Vogel en tant que membre du SPECTRE, rejoint la distribution du film.

### Tournage
La photographie est supervisée par Linus Sandgren, qui fait le choix de tourner le film au format 35 mm avec un ratio de 2.39:1. Comme le film est prévu pour être également diffusé en salles IMAX, certaines scènes sont tournées en 65 mm (1.43:1/1.90:1) pour plus d'immersion : la séquence d'ouverture du film en Norvège et à Matera, ainsi que des scènes d'action à Cuba. Sandgren tient à plonger le public au cœur de l'action, et tourne les scènes le plus souvent de manière continue, avec peu de coupures. Cela oblige l'équipe technique à trouver des angles de vue et des placements permettant de réunir plusieurs plans intéressants, avec une caméra en mouvement.
Le tournage débute le 25 mars 2019 en Norvège, sur le lac de Langvann près de Gildeskål. En cinq jours, l'équipe y filme les scènes du prologue durant lesquelles Safin tue la mère de Madeleine. Le tournage est suivi de près par la presse et, dès le 29 mars, une vidéo fuite sur Internet montrant le tournage de la scène durant laquelle un assaillant masqué (Safin) pourchasse la jeune Madeleine sur le lac gelé.
L'équipe de production se déplace ensuite en Jamaïque, où le tournage commence le 18 avril 2019. Fukunaga envisage initialement d'introduire un personnage de jardinier, et de tourner des scènes dans une salle de boxe et chez le barbier, pour mieux refléter la solitude et la tristesse de Bond. Il prend également contact avec l'actrice Grace Jones, interprète de May Day dans Dangereusement vôtre (1985), à qui il envisage de confier le rôle d'une chef du crime locale, mais il y renonce pour insister sur l'isolement de Bond, sans amis et sans exutoire pour sa colère, inadapté à une vie normale. Les scènes se déroulant dans la villa de Bond sont tournées sur trois jours, à partir du 30 avril, à Coco Walk à Port Antonio. Initialement, la scène dans la chambre lorsque Nomi révèle son identité est plus comique : alors que Nomi pousse Bond sur le lit et commence à le déshabiller, il l'interrompt pour aller chercher « de quoi se protéger ». Il pointe alors un pistolet sur elle et se rend compte qu'elle est déjà en train d'en pointer un sur lui. La séquence est par la suite réécrite car elle ne s'intègre pas dans l'idée sous-jacente que Bond se sent toujours lié émotionnellement à Madeleine, et tournée à nouveau aux studios de Pinewood. Des images du tournage en Jamaïque fuitent dans la presse le 29 avril 2019, plusieurs images du tournage en Jamaïque, à Port Antonio, sont révélées, montrant Daniel Craig et Jeffrey Wright (interprète de Felix Leiter),. Le 10 mai 2019 le tournage en Jamaïque s’achève.
Le 14 mai, une blessure vient interrompre la production : Daniel Craig se blesse à la cheville à la fin du tournage en Jamaïque et les scènes prévues aux studios Pinewood pour la semaine suivante sont annulées et reportées. Il subit une opération bénigne de la cheville le 22 mai, qui n'affecte ni le planning de tournage ni la date de sortie du film. La production continue pendant que l'acteur est en convalescence post-opératoire durant deux semaines.
Le 4 juin, une personne est légèrement blessée lors du tournage d'une scène d'explosion aux studios Pinewood à Londres. L'incident cause des dégâts à l'extérieur du plateau et blesse l'un des membres de l'équipe du film qui se trouvait au-dehors.

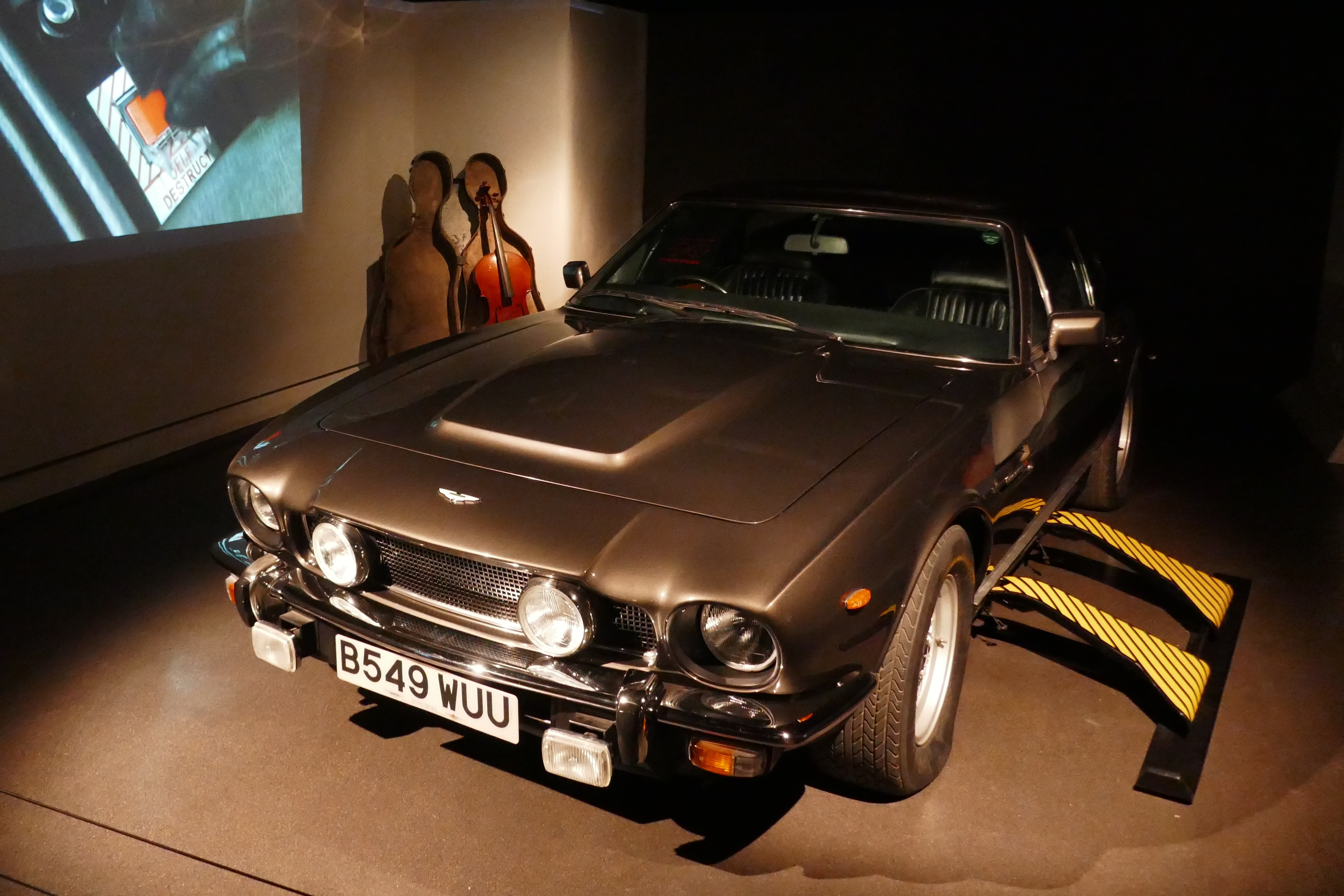
L'Aston Martin V8 du film Tuer n'est pas jouer

Le 11 juin, les médias rapportent des problèmes d'emploi du temps entre Rami Malek et Daniel Craig pour tourner des scènes ensemble, dus notamment à la période de convalescence de Craig à la suite de sa blessure sur le tournage. Dans une interview presse du lundi 17 juin, Rami Malek explique que le planning de tournage a été modifié en conséquence pour laisser le temps à Craig de se soigner. L'acteur confirme également qu'il a déjà tourné des scènes en Norvège. En juin, le tournage se déplace à Londres.

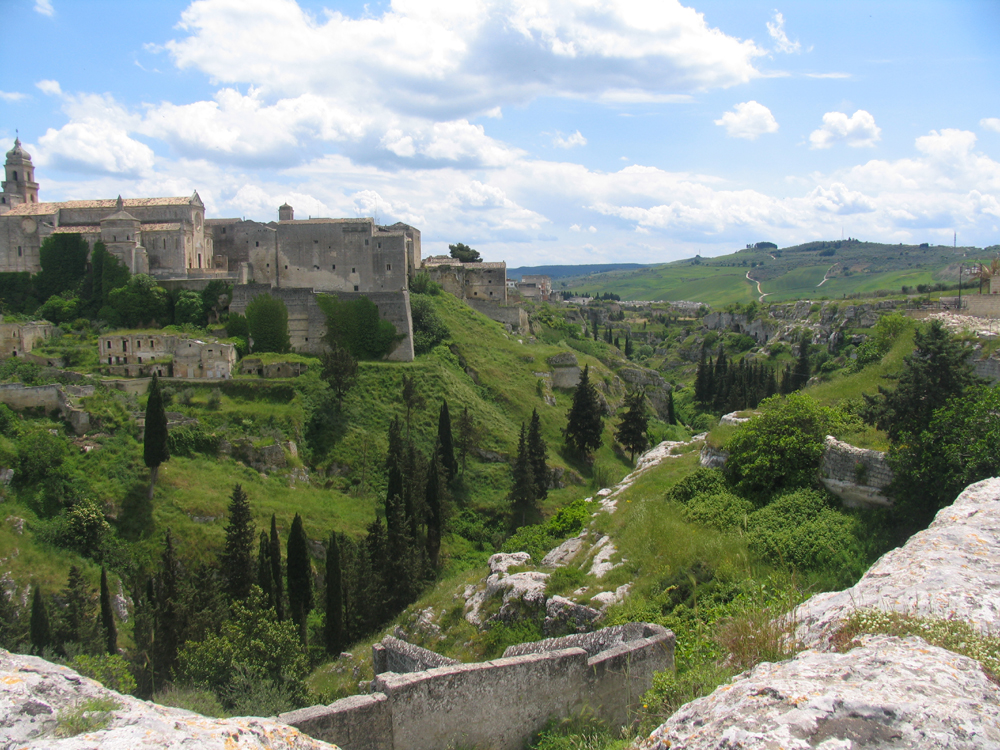
Village de Gravina in Puglia

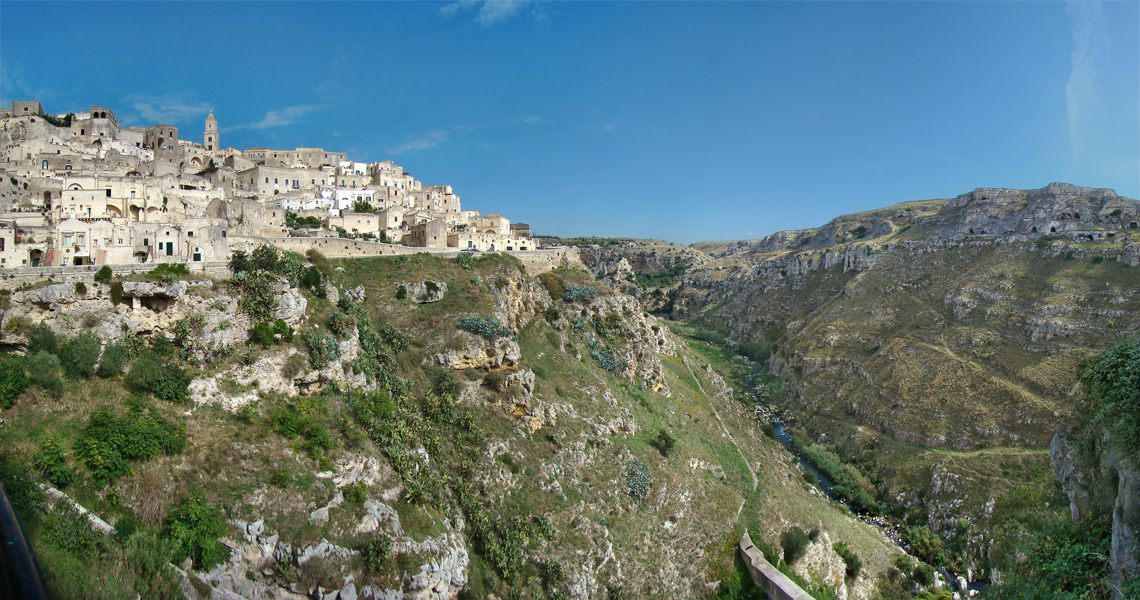
Matera

Le site archéologique du village de Gravina in Puglia, situé non loin de Matera en Italie (où le film est également tourné), a été ajouté aux lieux de tournage du film. La séquence servant au pré-générique est tournée entre le 17 août et le 23 septembre. Il s'agit d'une poursuite en voiture avec notamment Léa Seydoux,. Pour rendre possible le tournage des scènes où James Bond file en moto dans les rues de Matera et prend appui sur une paroi verticale pour sauter, des milliers de litres de boisson Coca-Cola (un budget estimé à près de 60 000 euros) sont déversés sur les rues pavées pour rendre le sol collant et réduire le risque de glissade.
Le film est également tourné aux alentours d'Aviemore en Écosse.
Durant les mois d'août et septembre 2019, plusieurs images du tournage à Matera ainsi qu'un photoshoot officiel en compagnie de Daniel Craig, Léa Seydoux et Cary Joji Fukunaga sont dévoilés par des sites spécialisés,,,,. Le tournage des séquences à Matera a pris fin le week-end du 21 et 22 septembre 2019. Celui-ci se poursuit ensuite à Sapri jusqu'au 25 septembre. La ville a servi de lieu pour recréer une ville fictive baptisée « Civita Lucana ».
Le tournage de la partie italienne de No Time to Die se termine fin septembre 2019. Daniel Craig qui a endossé le costume de James Bond à cinq reprises durant plus de treize ans, déclare avec émotion lors d'une soirée avec ses collaborateurs sur le film : « Cela a été une des expériences les plus formidables de ma vie. Vous avez tous fait un travail incroyable, je ne pourrais pas être plus fier d’avoir travaillé avec chacun d’entre vous sur cette production. Merci à tous, merci, je vous aime. ».

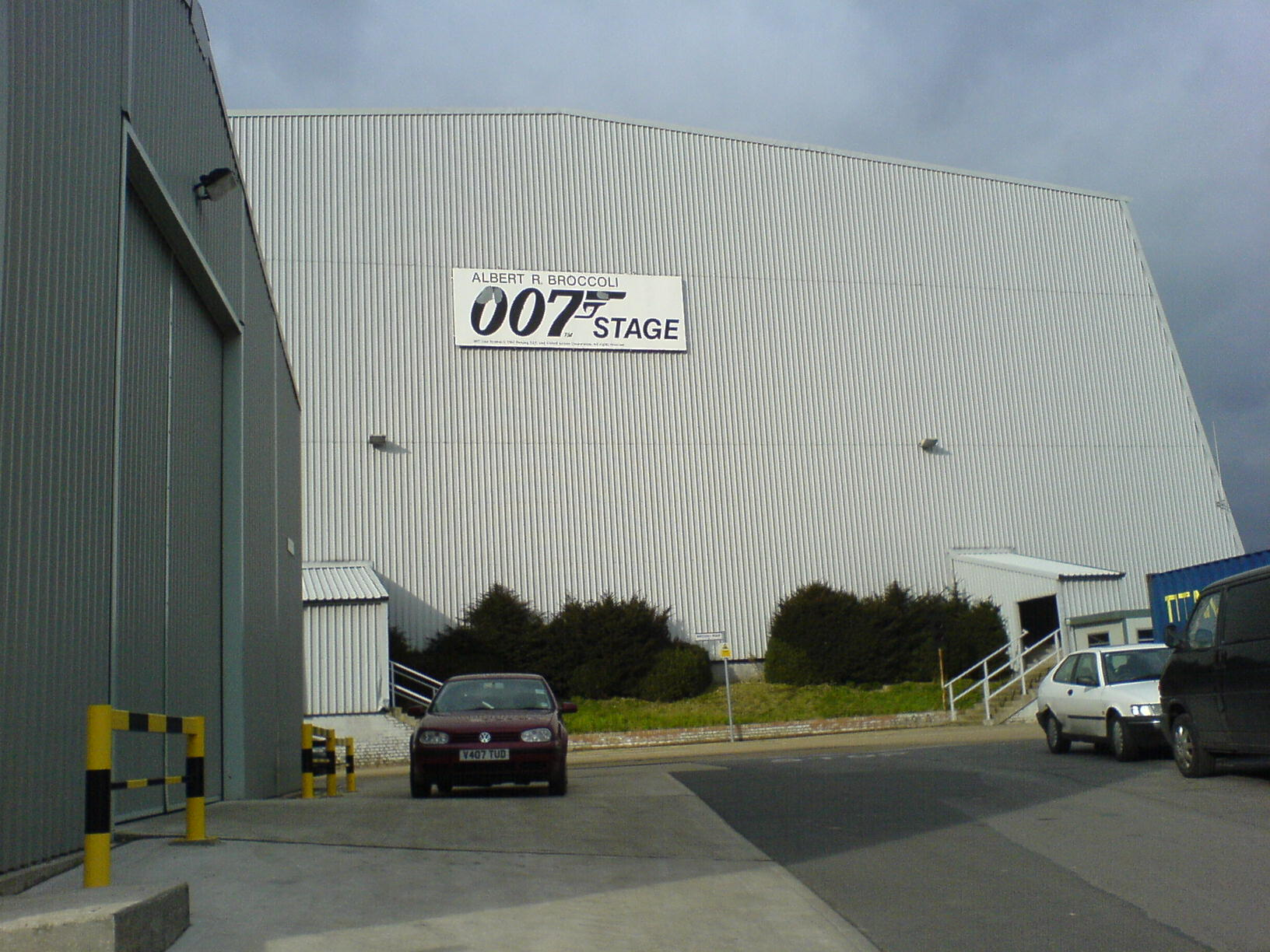
Le studio 007 à Pinewood.

Le film a également été tourné sur l'île de Kalsoy aux Îles Féroé et dans divers lieux en Angleterre (pont Hammersmith, Carlton House Terrace, The Mall).
La seconde équipe du film a terminé son tournage le 19 octobre 2019.
Afin d'éviter les fuites pour ce chapitre, l'équipe de tournage a tourné trois fins et aucun membre de l'équipe de production n'est au courant de la séquence choisie.
Le tournage du film se termine dans la nuit du 25 octobre 2019. Celui-ci a donc duré sept mois.

### Costumes
Le masque que porte Safin appartient à la tradition du théâtre nô ; Fukunaga et la costumière du film, Suttirat Anne Larlarb, sont attachés à l'idée d'un masque qui paraîtrait pur, sans expression. À partir de références tirées du théâtre japonais, le masque est sculpté dans de l'argile et poli à de nombreuses reprises pour s'assurer de ne trahir aucune expression humaine, tout en restant fidèle à l'idée d'un visage humain. Leur intention est que le méchant du film porte un masque situé à mi-chemin entre une apparence artificielle et inhumaine, et une apparence sereine, pour contraster avec l'agressivité du personnage.

### Placement de produits

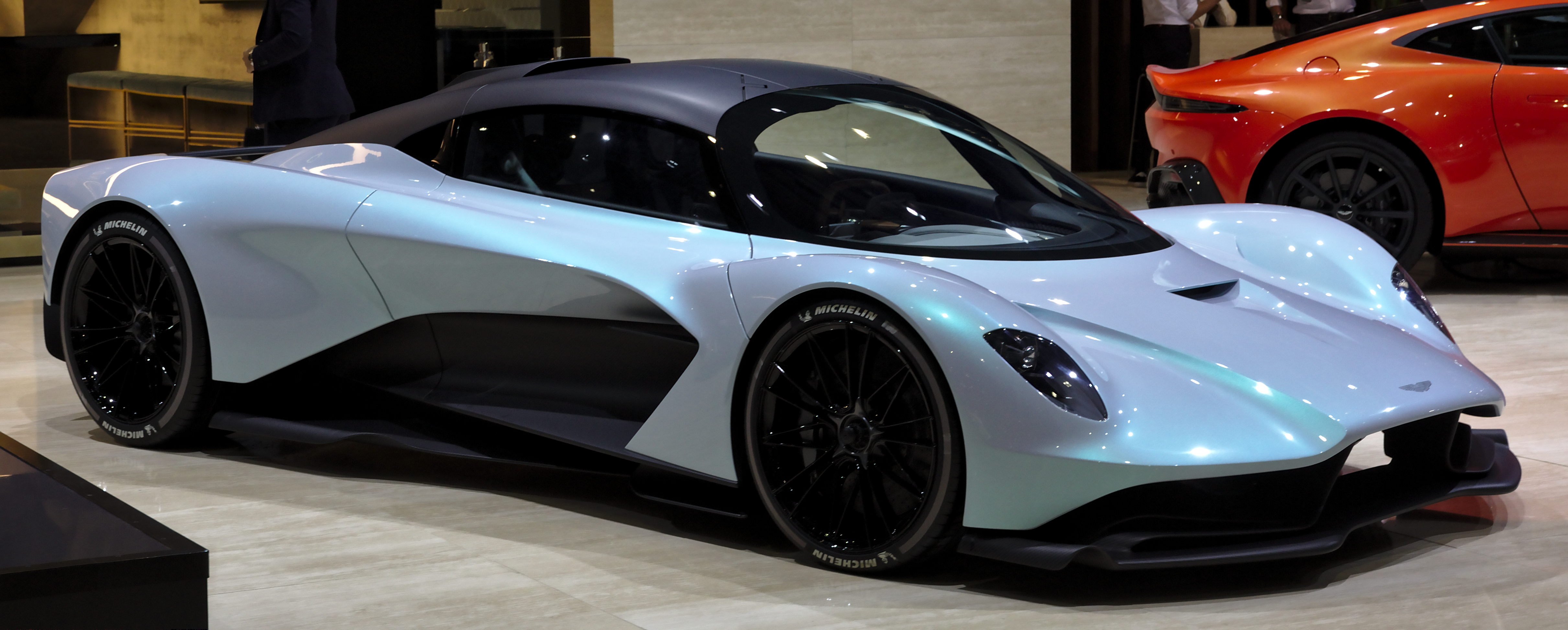
L'Aston Martin Valhalla fait ses débuts dans le film

L'entreprise automobile Aston Martin annonce officiellement pendant le tournage qu'une Aston Martin Valhalla apparaitra dans le film.

### Générique
Le 10 juillet, Daniel Kleinman est confirmé à la conception du générique du film.

### Montage
Avec une durée de 163 minutes, Mourir peut attendre est le plus long film James Bond, le précédent film le plus long étant Spectre avec une durée de 148 minutes.

### Bande originale
Bandes originales de James Bond
007 Spectre
(2015)
Le compositeur Dan Romer (en) est initialement engagé, et annoncé à l'été 2019, pour composer la musique du film. En janvier 2020, Variety annonce qu'il est remplacé par le compositeur Hans Zimmer. Celui-ci reprend certains thèmes de la bande originale du film Au service secret de Sa Majesté composée par John Barry (compositeur)(1969) (en particulier Good to Have You Back qui reprend le thème principal dudit film), ainsi que sa chanson originale We Have All The Time in the World de Louis Armstrong ici utilisée pour le générique de fin (ainsi que son thème instrumental réinterprété dans Matera).
La chanson du générique du film est confiée à la chanteuse américaine Billie Eilish et à son frère Finneas. Elle officialise cette collaboration en janvier 2020, et devient de ce fait la plus jeune artiste à écrire et à enregistrer une chanson du thème de James Bond. Intitulée No Time to Die, celle-ci sort le 13 février 2020. Le chanteur britannique Ed Sheeran avait initialement été engagé pour interpréter cette chanson-thème, et avait entamé son écriture, mais le départ du réalisateur Danny Boyle et le changement de script conséquent auraient bouleversé ces plans.
La bande-son intègre également des chansons préexistantes : Dans la ville endormie, composée par William Sheller et interprétée par Dalida dans la scène d'ouverture,. Également dans cette scène, la jeune Madeleine écoute la chanson J't'emmène au vent (1997) de Louise Attaque sur son walkman.
| 1.    | Gun Barrel                                                                 | 0:56 |
| 2.    | Matera                                                                     | 1:59 |
| 3.    | Message from an Old Friend                                                 | 6:35 |
| 4.    | Square Escape                                                              | 2:06 |
| 5.    | Someone Was Here                                                           | 2:56 |
| 6.    | Not What I Expected                                                        | 1:24 |
| 7.    | What Have You Done?                                                        | 2:14 |
| 8.    | Shouldn't We Get to Know Each Other First                                  | 1:21 |
| 9.    | Cuba Chase                                                                 | 5:40 |
| 10.   | Back to MI6                                                                | 1:30 |
| 11.   | Good to Have You Back                                                      | 1:17 |
| 12.   | Lovely to See You Again                                                    | 1:25 |
| 13.   | Home                                                                       | 3:45 |
| 14.   | Norway Chase                                                               | 5:06 |
| 15.   | Gearing Up                                                                 | 2:53 |
| 16.   | Poison Garden                                                              | 3:58 |
| 17.   | The Factory                                                                | 6:42 |
| 18.   | I'll Be Right Back                                                         | 4:59 |
| 19.   | Opening the Doors                                                          | 2:44 |
| 20.   | Final Ascent                                                               | 7:25 |
| 21.   | No Time to Die (interprété par Billie Eilish, écrit par Finneas O'Connell) | 4:04 |
| 71:00 |                                                                            |      |

## Sortie

### Choix du titre
Le 22 février 2019, le site Production Weekly révèle le titre de travail du film : Shatterhand,. Il s'agit d'une référence au roman On ne vit que deux fois de Ian Fleming où le personnage d'Ernst Stavro Blofeld prend le pseudonyme du Dr Shatterhand. Cependant, le 5 mars 2019, Barbara Broccoli révèle qu'il ne s'agit pas du titre officiel du film.
Le 19 mars, le site MI6-HQ révèle un nouveau titre de travail, Eclipse.
Le titre anglais original « No time to Die » (traduit littéralement par « Pas le temps de mourir ») est trouvé par la productrice Barbara Broccoli et choisi pour sa capacité à ne rien révéler de l'intrigue, tout en offrant à ceux qui ont vu le film une signification additionnelle. Incidemment, il s'agissait d'un titre déjà utilisé pour la distribution britannique du film La Brigade des bérets noirs (1958) qu'avait produit son père, Albert R. Broccoli, le producteur historique des premiers films James Bond.

### Lancement de la promotion
Le titre du film est révélé le 20 août 2019 : No Time to Die. Fin juin 2019, le site MI-6 HQ révèle que l'un des titres évoqués pour le film et finalement abandonné par la production, juste avant la conférence de lancement était : A reason to die.
Le 30 juin 2020, alors que le tournage se déroule à Londres, une première photo officielle du film est dévoilée avec plusieurs autres images et vidéos. On y voit Daniel Craig en costume ainsi que l'Aston Martin V8,.
Le 5 octobre, lors du « Global James Bond Day » qui célèbre les 57 ans de la série, Aston Martin annonce la présence des Aston Martin DB5, V8 Vantage, DBS Superleggera et Valhalla dans le film. Une première affiche teaser est également dévoilée ainsi qu'une vidéo qui dévoile le titre du film dans différentes langues.
Le 2 décembre un premier teaser est dévoilé dans l'attente d'une première bande-annonce diffusée le 4 décembre.
Le 3 décembre, EON Productions révèle également les affiches des personnages du film : Daniel Craig (James Bond), Ben Whishaw (Q), Lashana Lynch (Nomi), Léa Seydoux (Dr. Madeleine Swann), Ana de Armas (Paloma) et Rami Malek (Safin).
Le 4 décembre la première bande-annonce de Mourir peut attendre est dévoilée ainsi que d'autres photos du film.

### Sortie en cinéma
Mourir peut attendre connait une sortie mouvementée, initialement prévue au 8 avril 2020 mais maintes fois reportée dans le contexte de la pandémie de Covid-19, qui restreint l'accès aux cinémas dans le monde et rend les producteurs et distributeurs frileux à l'idée de risquer un moindre retour sur investissement. Malgré ces reports, la copie du film prévue pour le printemps 2020 reste la même que celle de sa sortie finale à l'automne 2020, des questions de budget empêchant tout retour sur la post-production.
Le premier créneau annoncé pour le film était en octobre-novembre 2019, qui fut repoussé à la suite du départ de Danny Boyle. Le 16 février 2019, il est annoncé sur le compte Twitter officiel de 007 que la date mondiale de sortie a changé. Elle est décalée au 8 avril 2020 (soit environ deux mois). Le 4 mars 2019, la UK's Film Distributors Association annonce que le film sortira au Royaume-Uni le 3 avril 2020, au lieu du 8 avril comme précédemment annoncé et que l'avant-première du film se tiendra le 31 mars de la même année.
Le 4 mars 2020, à la suite du développement de la pandémie de Covid-19 et devant les craintes d'un mauvais démarrage, les sociétés MGM et Eon annoncent repousser la sortie au 12 novembre 2020 au Royaume-Uni, et au 25 novembre 2020 pour les États-Unis. En octobre 2020, la sortie est cette fois repoussée au 31 mars 2021 en France et au 2 avril 2021 au Royaume-Uni et aux États-Unis.
En janvier 2021, à la suite de la prolongation de la crise sanitaire et des fermetures prolongées des cinémas, le film est de nouveau reporté au 8 octobre 2021 aux États-Unis, le 6 octobre en France et le 30 septembre en Suisse romande.
L'avant-première mondiale a finalement lieu le 28 septembre 2021 au Royal Albert Hall, à Londres, en présence de l'équipe du film. Sa sortie est un évènement culturel, engendrant près de 775 millions de dollars et faisant du film le premier grand sursaut international, et le deuxième plus gros succès commercial de l'année, dans le contexte d'un retour physique au cinéma après les nombreux confinements liés au Covid-19. Alors que l'automne 2021 marque globalement la première fois que des grosses productions s'essaient à la sortie en salles, les décalages calendaires de Mourir peut attendre font des malheureux. Le film d'action grand public Venom: Let There Be Carnage voit ainsi le nombre de salles IMAX dans lequel il aurait dû être diffusé réduit au profit des dernières aventures de James Bond, desquelles les exploitants de salles de cinéma escomptent de meilleurs résultats.

## Réception

### Accueil critique
La conclusion mélancolique du film, qui empêche le héros de goûter au bonheur après une existence remplie d'actes héroïques, mais qui soigne sa postérité dans l'esprit de sa famille et de son pays, divise la critique et les spectateurs, habitués jusque-là à un format de films épisodiques, dans lesquels le protagoniste sauve le monde avant d'enchaîner sur la menace suivante. D'aucuns apprécient cette prise de risque et cette distanciation des conventions du genre, qui fait du célèbre agent secret un homme vulnérable et jugé plus réaliste ; d'autres préféreraient voir dans chaque nouvel épisode de la saga James Bond une aventure volontairement triomphante et rassurante, avec un agent immortel et invaincu. Si l'intrigue est ainsi débattue pour sa prise de risque, les opinions sur la qualité technique du film convergent toutes cependant vers les louanges, en saluant le soin apporté à sa photographie et aux décors, ainsi qu'aux effets visuels et sonores. Salués par la profession, ceux-ci sont d'ailleurs plusieurs fois nommés dans les cérémonies de récompenses de l'année 2022, de même que la chanson-thème No Time to Die, interprétée par Billie Eilish.
Dans l'émission radio Les Matins de France Culture, Guillaume Erner critique les placements de produits du film et la grande quantité de produits montrés. Dans Le Monde, Jacques Mandelbaum parle d'un film « raté » et critique notamment « l’hypocrisie politiquement correcte du film qui feint de dégager le vieux séducteur blanc au profit de la combativité de son jeune successeur noire, laquelle se révèle en cours de route une potiche comme une autre ».
Sur l'agrégateur américain Rotten Tomatoes, le film récolte 83 % d'opinions favorables pour 430 critiques. Sur Metacritic, il obtient une note moyenne de 68⁄100 pour 67 critiques.
En France, le site Allociné recense une moyenne des critiques presse de 3,1⁄5.

### Box-office
La sortie du film est un succès, engendrant près de 774 millions de dollars et faisant du film le premier grand sursaut international, et le deuxième plus gros succès commercial de l'année, dans un monde apprenant à vivre avec le Covid et n'ayant encore que partiellement retrouvé le chemin des cinémas.
| Pays ou région | Box-office                                | Date d'arrêt du box-office | Nombre de semaines |
| -------------- | ----------------------------------------- | -------------------------- | ------------------ |
| États-Unis     | 160 891 007 $                             | 27 janvier 2022            | 64                 |
| Royaume-Uni    | 129 692 653 $                             | 14 octobre 2022            | 55                 |
| France         | 4 007 532 entrées $38,638,000 de recettes | 20 octobre 2022            | 65                 |
| Allemagne      | 6 030 078 entrées $74,516,000             | 20 octobre 2022            | 65                 |
| Mondial        | 774 153 007 $                             | 12 avril 2023              | 112                |

## Distinctions
Après Skyfall (2012), Mourir peut attendre n'est que le second film de James Bond que les producteurs poussent à l'éligibilité à l'Oscar du meilleur film, avec une campagne promotionnelle avancée, qui met également en avant Daniel Craig comme possible meilleur acteur. Bien que ces deux tentatives échouent, la presse spécialisée remarque que cette issue n'était pas inattendue pour un grand succès commercial de ce genre, malgré le cas de figure original d'une sortie post-Covid-19 qui fait de Mourir peut attendre le symbole d'un « retour aux affaires », c'est-à-dire aux sorties traditionnelles au cinéma, par opposition aux blockbusters sortis sur plateformes numériques en 2020 et durant la majeure partie de 2021.

### Récompenses
- Grammy Awards 2021 : Meilleure chanson écrite pour un média visuel pour No Time to Die (Billie Eilish et Finneas O'Connell)
- Golden Globes 2022 : Meilleure chanson originale pour No Time to Die (Billie Eilish et Finneas O'Connell)
- SAG Awards 2022 : Meilleure équipe de cascadeurs
- BAFTA 2022 : Meilleur montage
- Oscars 2022 : Meilleure chanson originale pour No Time to Die (Billie Eilish et Finneas O'Connell)

### Nominations
- Oscars 2022 :
  - Meilleur son
  - Meilleurs effets visuels

## Autour du film

### Fin d'un «cycle James Bond»
« James Bond reviendra »

— Phrase rituelle présente à la fin de chaque film, y compris celui-ci.

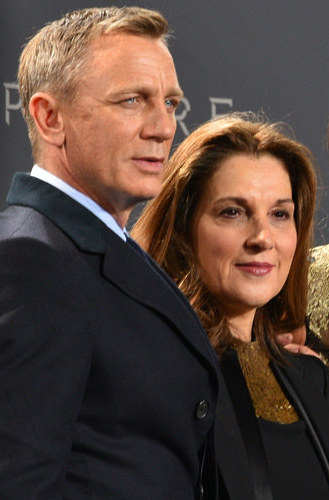
La productrice Barbara Broccoli (ici à une avant-première de Spectre avec Daniel Craig en 2015) tient fermement les rênes des films James Bond depuis les années 1990 et reste, avec son demi-frère Michael G. Wilson, l'ultime décisionnaire dans le choix du prochain acteur à incarner le rôle-titre.

Comme à chaque fin de mandat d'un acteur dans le rôle de James Bond, les spéculations des médias vont bon train pour deviner qui reprendra le rôle dans la prochaine suite de films. La productrice Barbara Broccoli, à la tête de la licence depuis les années 1990, tait cependant toute inclination, tenant à laisser à Daniel Craig le temps de récolter les lauriers de ses seize années passées dans le rôle : « Les gens demandent sans cesse « Qui va être le prochain James Bond ? » C'est comme demander à une mariée en train de remonter l'allée vers l'autel qui sera son prochain mari. Je ne tiens pas vraiment à réfléchir à qui sera le prochain avant que ce ne soit absolument nécessaire, ».
Face aux rumeurs, elle précise simplement que le prochain interprète pourrait être un acteur noir, car le seul impératif pour le rôle est que le comédien soit britannique, mais qu'il ne sera pas une femme, car elle préfère voir de nouveaux rôles de qualité conçus spécifiquement pour des femmes que de forcer l'intégration d'une femme dans un rôle écrit initialement pour un homme. Elle déclare également que le réalisateur Cary Joji Fukunaga serait à nouveau le bienvenu s'il souhaitait repartir pour une nouvelle aventure derrière la caméra avec un autre acteur dans le rôle-titre.
Le média spécialisé The Hollywood Reporter remarque qu'avec l'acquisition par Amazon de MGM, qui co-produit les films d'EON Productions, c'est aussi tout le modèle économique des films James Bond qui pourrait changer après Mourir peut attendre, en allant chercher plus loin que les seules sorties au cinéma et en s'étendant donc à d'autres axes comme les spin-offs ou les séries télévisées.

### Place du film dans la sagaJames Bond
La campagne promotionnelle du film met l'accent sur les différences entre celui-ci et les tout premiers épisodes consacrés au personnage, écrits et réalisés dans un contexte historique moins soucieux de certaines valeurs telles que le consentement. Cary Joji Fukunaga mentionne ainsi qu'il voit le James Bond des années 1960 comme ayant commis un viol dans Opération Tonnerre (1965), lorsqu'il fait pression sur une femme pour obtenir des faveurs sexuelles, ou dans Goldfinger (1964), lorsqu'il ignore les protestations d'une femme qu'il tente de séduire.

### Tourisme

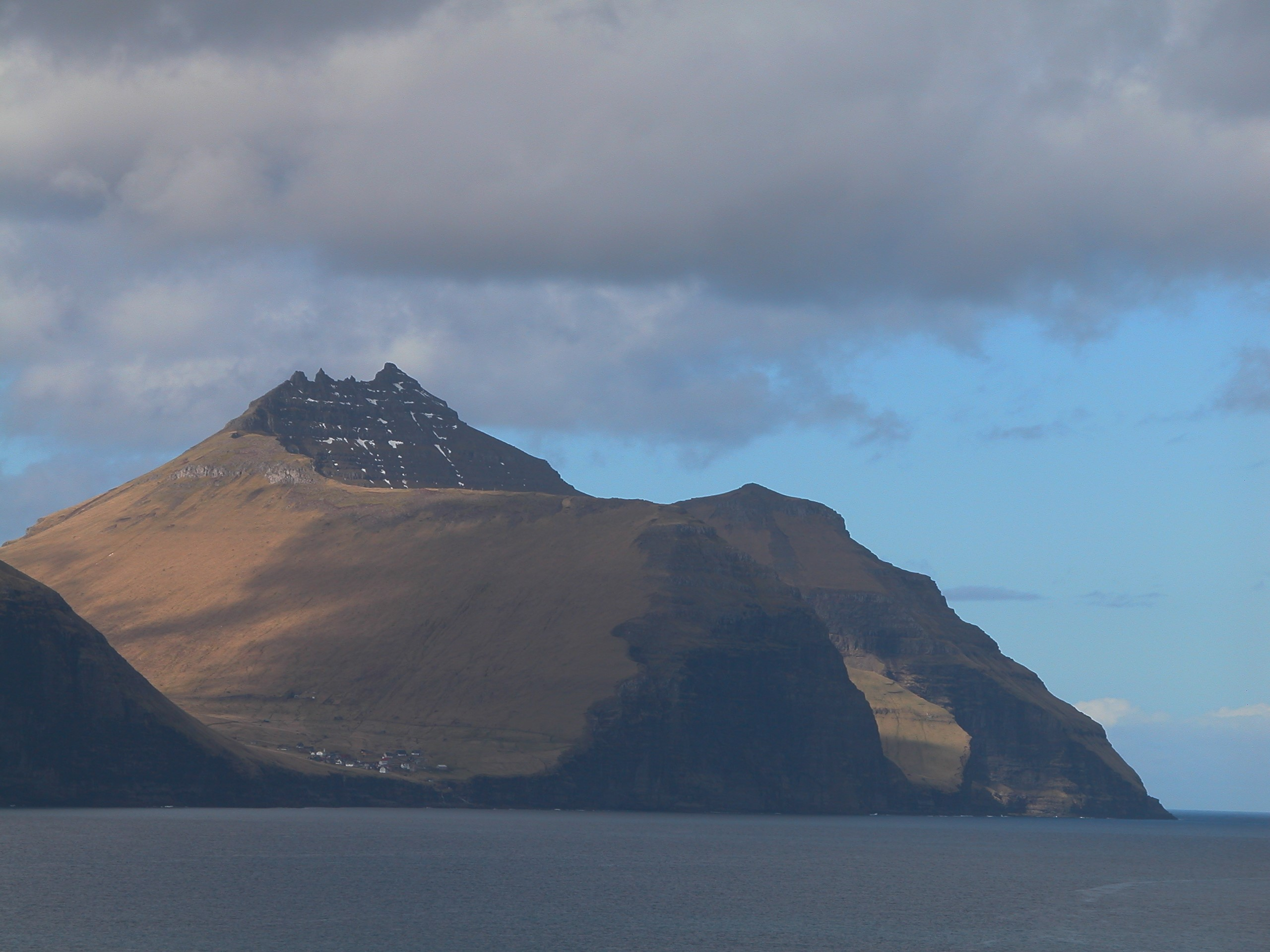
L'île de Kalsoy figurant la base de Safin censée être dans les Îles Kouriles

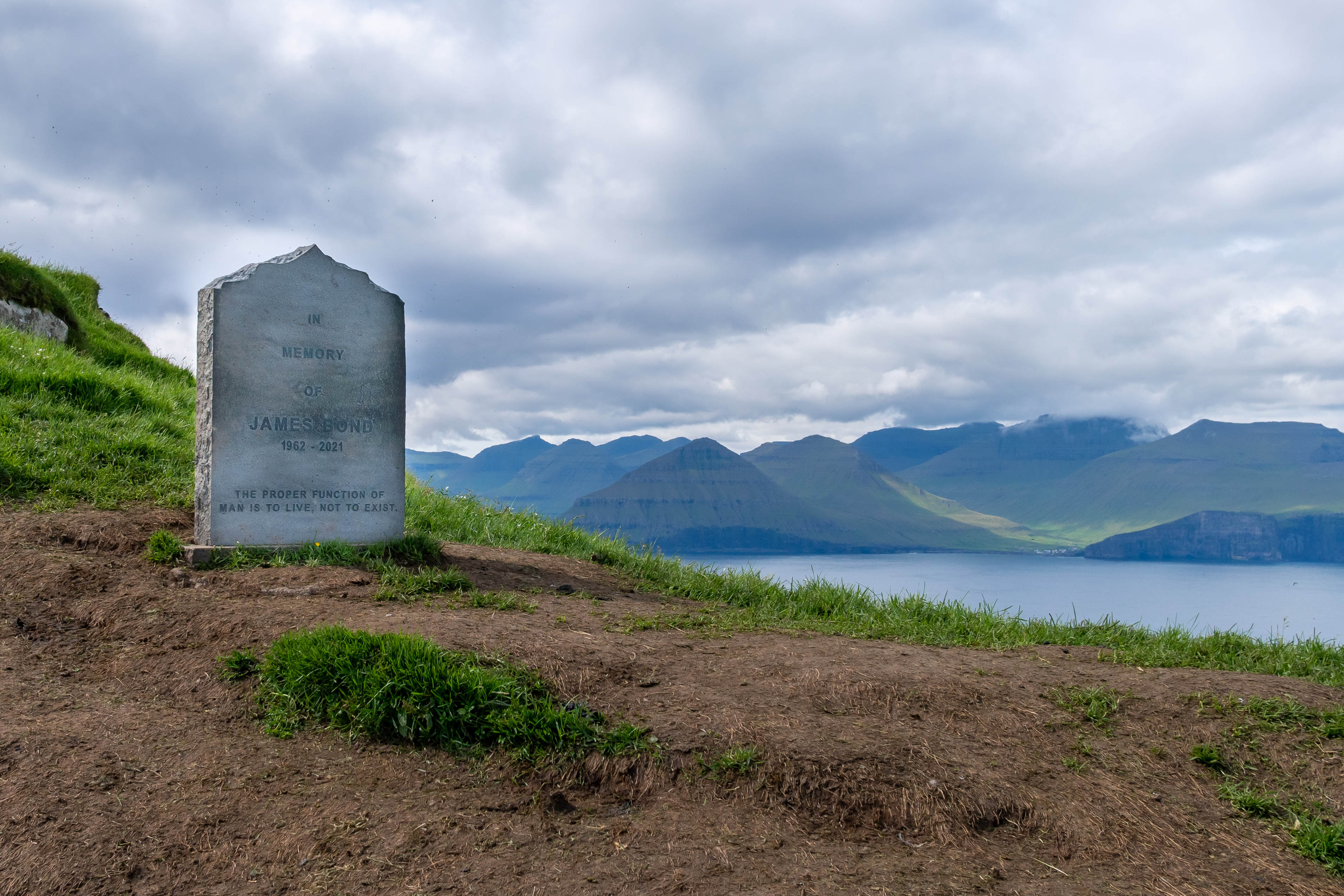
La stèle de James bond sur l'île de Kalsoy

En mars 2022, des villageois des Îles Féroé érigent une fausse tombe pour le personnage de James Bond à proximité du village de Trøllanes sur l'île de Kalsoy, là où ont été filmés les plans larges qui mènent à sa mort sur la base de Safin. Sculptée par un tailleur de pierre local sur le modèle des stèles des parents de Bond telles qu'aperçues dans Skyfall, la sépulture est dressée à l'initiative de l'office de tourisme des îles Féroé, et inaugurée par son Premier ministre.